# Tokositna River
Der Tokositna River ist ein 55 Kilometer langer rechter Nebenfluss des Chulitna Rivers im Süden des US-Bundesstaats Alaska. 

## Verlauf
Der Tokositna River hat seinen Ursprung an der Gletscherzunge des Kanikula-Gletschers auf einer Höhe von etwa 350 m an der Südostflanke der Alaskakette. Der Fluss strömt anfangs in südöstlicher Richtung. Nach knapp zehn Kilometern passiert der Fluss das untere Ende des Tokositna-Gletschers. Die Tokosha Mountains, ein niedriger Höhenzug, flankiert das linke Flussufer. Nach insgesamt 35 Kilometern wendet sich der Fluss nach Nordosten. Der Ruth River, der den Abfluss des Ruth-Gletschers darstellt, mündet linksseitig in den Tokositna River. Dieser wendet sich auf seinen letzten Kilometern nach Osten und mündet schließlich in den nach Süden strömenden Chulitna River. 

## Naturschutz
Der Flusslauf befindet sich fast vollständig innerhalb des Denali State Parks. Am südlichsten Punkt des Flusslaufs liegt die Tokositna River State Recreation Area.

## Sport und Freizeit
Auf dem Fluss besteht die Möglichkeit, eine eintägige Kanutour zu unternehmen.